# Lac Belot
Lac Belot är en sjö i Kanada.   Den ligger i territoriet Northwest Territories, i den centrala delen av landet, 3 800 km nordväst om huvudstaden Ottawa. Lac Belot ligger 255 meter över havet. Arean är 400 kvadratkilometer. Den sträcker sig 33,4 kilometer i nord-sydlig riktning, och 15,5 kilometer i öst-västlig riktning.
Trakten runt Lac Belot är nära nog obefolkad, med mindre än två invånare per kvadratkilometer.